# Sologomnoré
Sologomnoré est une localité située dans le département de Gourcy de la province du Zondoma dans la région Nord au Burkina Faso.

## Géographie
Sologomnoré se trouve à environ 8 km au nord-est de Gourcy, le chef-lieu départemental, et à 3 km à l'est de la route nationale 2.

## Santé et éducation
Le centre de soins le plus proche de Sologomnoré est le centre médical (CM) de la province de Gourcy.